# Alberto Magnelli
Alberto Magnelli (Florencia, 1 de julio de 1888-Meudon, 20 de abril de 1971) fue un pintor modernista italiano, y una figura destacada del movimiento artístico del arte concreto de la posguerra.
Trabajó principalmente en Francia, y su estilo fue evolucionando desde el figurativismo hasta el abstraccionismo.

## Biografía
Magnelli nació en Florencia el 1 de julio de 1888. Fue un estudioso de los Grandes Maestros toscanos de los siglos XIV y XV y en 1907 se inició en la pintura de manera autodidacta con un estilo posimpresionista. A pesar de no contar con una educación artística formal, en 1909 ya era lo suficientemente reconocido como para participar en la Bienal de Venecia. Sus primeras obras pertenecían al estilo fauvista. Magnelli frecuentó los ambientes de la vanguardia florentina y trabó amistad con artistas como Ardengo Soffici y Gino Severini. En 1914, a raíz de un viaje a París con Aldo Palazzeschi, conoció a los poetas Guillaume Apollinaire y Max Jacob, y a los pintores Pablo Picasso, Fernand Léger, Juan Gris, Henri Matisse y Oleksandr Arjípenko. En 1915 había adoptado un estilo abstracto que incorporaba elementos cubistas y futuristas. Trasladado a Italia a causa de la Primera Guerra Mundial, celebró el final de la guerra con una serie de 25 lienzos en 1918-1919, titulada "Explosions lyriques", que expresa una energía renovada por su descubrimiento del arte africano en París, donde los cuerpos y el paisaje se funden en una explosión de color. En 1921 organizó su primera exposición individual en la Galería Materassi de Florencia.
Tras el final de la Primera Guerra Mundial, Magnelli volvió por un tiempo al figurativismo y se alejó de la vanguardia italiana, que era cada vez más partidaria del fascismo, al que él era contrario. En los años 30 volvió al abstraccionismo con formas geométricas y planos superpuestos. En 1931, impresionado por la visión de los bloques de mármol de las canteras de Carrara, comenzó la serie de pinturas denominada "Pierres éclatées". También en aquel año se trasladó a París, donde se unió al grupo Abstraction-Création y entabló amistad con Wassily Kandinsky, Jean Arp y Sophie Taeuber. Allí desarrolló una abstracción rigurosamente rítmica y colorista.
En 1939, tras la invasión de Francia por los nazis, Magnelli y su futura esposa, Susi Gerson, se refugiaron en Grasse, en el sur del país, junto a otros artistas, como Sonia Delaunay, Jean Arp, Sophie Taeuber-Arp, Ferdinand Springer y François Stahly. Algunos miembros del grupo eran judíos, entre ellos la propia Gerson, por lo que se vieron obligados a permanecer en la clandestinidad por temor a las represalias de las autoridades colaboracionistas locales. Pese a ello, el grupo pudo producir varias obras colectivas. Durante este período, Magnelli se dedicó por completo al abstraccionismo y realizó sus famosos collages, en los que, debido a la escasez de lienzos, utilizaba tejidos quemados y telas de embalaje, así como pinturas a la aguada sobre pizarra.
Tras la Segunda Guerra Mundial, Magnelli regresó a París, ciudad en la que residiría el resto de su vida. Se convirtió en una figura importante del movimiento del arte concreto de la posguerra y ejerció una gran influencia en artistas como Victor Vasarely y Nicolas de Staël, así como en los artistas concretos de Latinoamérica, como Hélio Oiticica. En 1947 se presentó una primera retrospectiva de la obra de Alberto Magnelli en la Galería René Drouin de París. Le siguieron otras en 1954 en el Palacio de Bellas Artes de Bruselas, en 1955 en el Museo de Eindhoven y en 1955 en el Museo de Antibes. La principal colección permanente de sus obras se conserva en el castillo-museo de Vallauris. 
Magnelli falleció el 20 de abril de 1971 de un ataque al corazón en su casa de Meudon, cerca de París.

## Principales exposiciones
- Bienal de Venecia (1909)
- Galería Materassi, Florencia (1921; su primera exposición individual)
- Galería Pesaro, Milán (1929)
- Galería Pierre, París (1934; su primera gran exposición en París)
- Galería Nierendorf, Nueva York (1937; su primera exposición individual en Estados Unidos)
- Galería René Drouin (1947)
- Bienal de Venecia (1950)
- Bienal de São Paulo (1951; segundo premio)
- Palacio de Bellas Artes de Bruselas (1954; su primera exposición retrospectiva completa)
- Stedelijk Van Abbemuseum, Eindhoven (1955)
- Documenta II, Kassel (1955)
- Kunsthaus, Zúrich (1963; gran retrospectiva para celebrar su 75.º aniversario)
- Museo de Arte Moderno de París (1968)